# Jordi Méndez
Jordi Méndez Ortiz (Igualada, 20 aprile 1998) è un hockeista su pista spagnolo, attaccante dell'Hockey Trissino .

## Palmarès

### Competizioni nazionali
- Campionato italiano: 2

Amatori Lodi: 2020-2021
Trissino: 2022-2023
- Coppa Italia: 2

Amatori Lodi: 2020-2021
Trissino: 2022-2023
- Supercoppa italiana: 2

Trissino: 2022, 2023

### Competizioni internazionali
- Coppa Intercontinentale: 1

Trissino: 2023